# Bessins
Bessins är en kommun i departementet Isère i regionen Auvergne-Rhône-Alpes i sydöstra Frankrike. Kommunen ligger i kantonen Saint-Marcellin som tillhör arrondissementet Grenoble. År 2022 hade Bessins 117 invånare.

## Befolkningsutveckling
Antalet invånare i kommunen Bessins
Referens:INSEE